# O'Shea Jackson jr.
O'Shea Jackson jr. (Los Angeles, 24 februari 1991), ook bekend onder de artiestennaam OMG, is een Amerikaans acteur en rapper. Hij is de oudste zoon van rapper Ice Cube.

## Biografie
O'Shea Jackson jr. werd in 1991 in Los Angeles geboren als de zoon van O'Shea Jackson sr., beter bekend als Ice Cube, en Kimberly Woodruff. Zijn ouders trouwden een jaar na zijn geboorte. Hij heeft twee jongere broers en een jongere zus.
Hij groeide op in San Fernando Valley en studeerde achtereenvolgens aan de William Howard Taft Charter High School en University of Southern California (USC).

## Carrière

### Muziek
In 2010 werkte hij met zijn broer Darrell mee aan twee nummers van hun vader, "She Couldn't Make It On Her Own" en "Y'all Know How I Am", die op het album I Am the West (2010) werden uitgebracht. Twee jaar later bracht hij onder de artiestennaam OMG zelf de mixtape Jackin' for Beats uit.

### Acteren
In 2009 had Jackson een figurantenrol in Janky Promoters, een komedie waarin zijn vader de hoofdrol vertolkte. Zijn officieel acteerdebuut volgde zes jaar later toen hij zijn eigen vader mocht vertolken in de biografische muziekfilm Straight Outta Compton (2015). In de daaropvolgende jaren kreeg Jackson ook rollen in Hollywoodfilms als Long Shot (2019),  Godzilla: King of the Monsters (2019),Just Mercy (2019) en de televisieseries Swagger (2021 - heden) op de streamingdienst Apple TV+ en Obi-Wan Kenobi (2022) op de streamingdienst Disney+.

## Filmografie
- Janky Promoters (2009)
- Straight Outta Compton (2015)
- Ingrid Goes West (2017)
- Den of Thieves (2018)
- Long Shot (2019)
- Godzilla: King of the Monsters (2019)
- Just Mercy (2019)
- Swagger (2021 - heden)
- Obi-Wan Kenobi (2022)
- Cocaine Bear (2023)
- Den of Thieves 2: Pantera (2025)